# Marianne Bernhardt
Marianne Bernhardt (* 14. Juli 1940 in Hannover; † 5. Juni 2022 in Hamburg) war eine deutsche Schauspielerin, Hörspiel- und Synchronsprecherin, Sängerin und Schauspiellehrerin.

## Leben
Marianne Bernhardt wurde an der Hochschule für Musik und Darstellende Kunst Hamburg von Eduard Marks ausgebildet. Ihre Gesangsausbildung erhielt sie bei Jessica Cash in London. Sie gastierte an zahlreichen in- und ausländischen Bühnen in Sprech- und Gesangsrollen. 1971 wurde sie in Buenos Aires mit dem Kritikerpreis für die beste ausländische Schauspielerin ausgezeichnet. Ab 1981 erarbeitete Bernhardt eigene musikalische Programme. Seit 1989 war sie umfangreich in der Sprech- und Stimmausbildung tätig, so an Hamburger Musicalschulen, für die RTL Journalistenschule für TV und Multimedia, für Theater und Fernsehen und in der freien Wirtschaft. 1999 übernahm sie eine Professur in Sprechbildung an ihrer Ausbildungsstätte. 1996 gehörte Marianne Bernhardt der Jury zur Vergabe des Rita-Tanck-Glaser-Schauspielpreises an.
Marianne Bernhardt arbeitete mit Beginn der 1970er-Jahre umfangreich in der Hörspielproduktion sowie als Synchronsprecherin.
Außerdem war sie als Dozentin an der Hochschule für Musik und Theater Hamburg tätig.

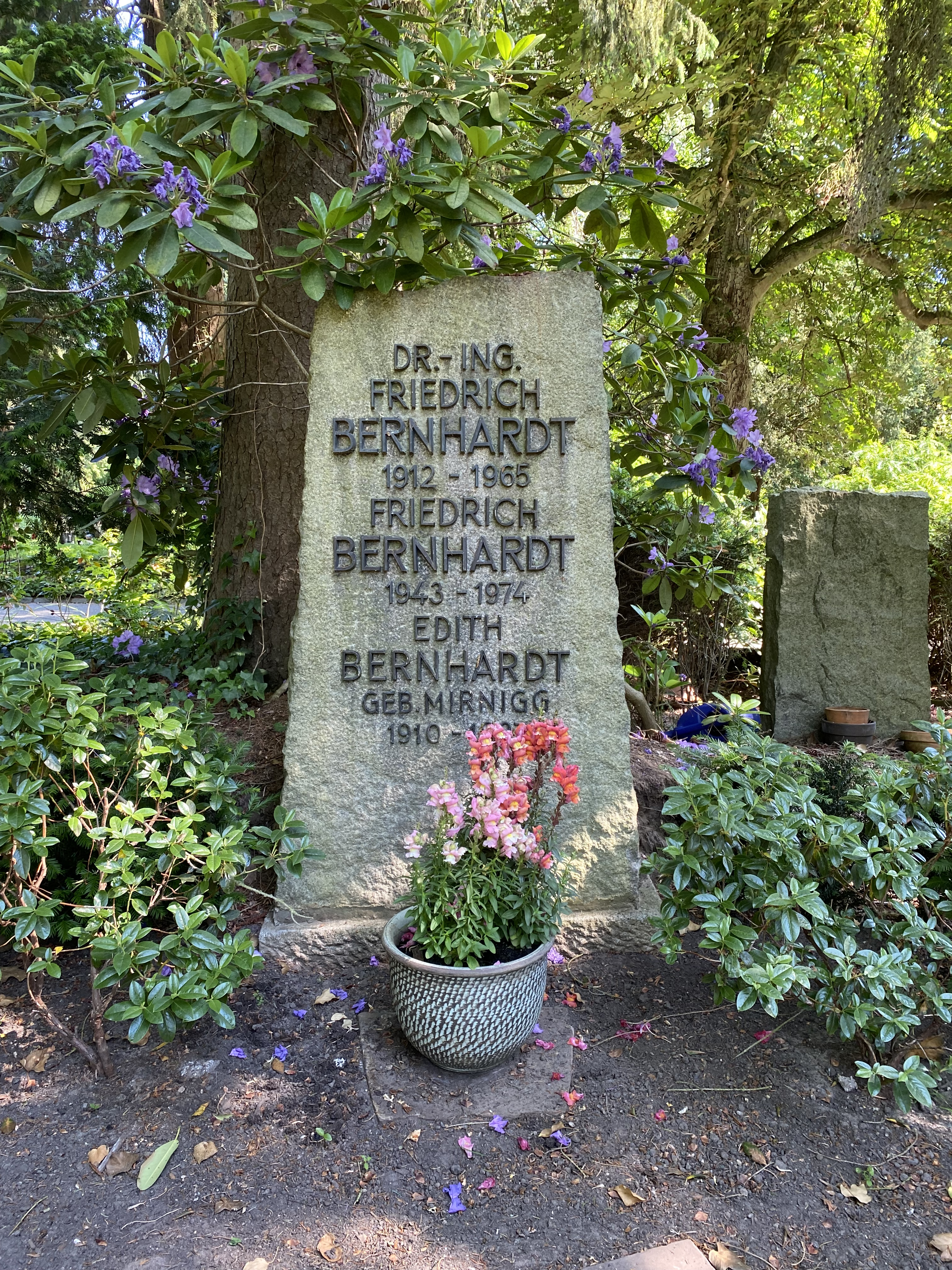
Grabstätte auf dem Neuen Friedhof Harburg

Im Juni 2022 verstarb sie im Alter von 81 Jahren in Hamburg und wurde in der Familiengrabstätte auf dem Neuen Friedhof Harburg in Hamburg-Eißendorf beigesetzt.

## Filmografie (Auswahl)
- 1969: Haifischbar
- 1991: Karniggels
- 1995: Peter Strohm – Der Tod der kleinen Lady

## Hörspiele (Auswahl)
- 1969: Ivo Michiels: Das Buch Alpha – Regie: Werner Klippert – NDR
- 1970: Fred von Hoerschelmann: Die blaue Küste – Regie: Fritz Schröder-Jahn – NDR/BR/SDR/SR/SFB
- 1970: Reinhard Barth: Amalie Sieveking 1794–1859 – Regie: Otto Kurth – NDR
- 1971: Hannelies Taschau: Fremde Tote – Regie: Hans Rosenhauer – NDR/SR
- 1971: Kurt Kusenberg/Beate Möhring: Erkennungszeichen rote Nelke – Regie: Hans Rosenhauer – NDR
- 1977: Oscar Wilde: Arthur Arthur – Regie: Raoul Wolfgang Schnell – NDR
- 1979: Ricarda Huch: Die Erinnerungen von Ludolf Ursleu dem Jüngeren – Regie: Hans Rosenhauer – NDR
- 1979: Shulamit Arnon: Jahrzeit – Regie: Hans Rosenhauer – NDR
- 1980: Karl Otto Mühl: Morgenluft – Regie: Jörg Jannings – NDR
- 1987: Michael Batz: Wer liebt, der fällt – Regie: Hans Rosenhauer – NDR
- 1988: Jens Sparschuh: Inwendig – Labyrinthgeschichte für Fortgeschrittene – Regie: Hans Rosenhauer – NDR
- 2001: Antonio Lobo Antunes: Das Handbuch der Inquisitoren – Regie: Norbert Schaeffer

## Synchronrollen (Auswahl)
- 1974: Valerie Harper als „Eve Babcock“ in Columbo: Wenn der Eismann kommt
- 1975: Joy Coghill als „Mona Wheatley“ in Parasiten-Mörder
- 1977: Loredana Savellei als „Giovanna Rospini“ in Die sieben schwarzen Noten
- 1991: Elaine Bromka als „Cindy Russell“ in Allein mit Onkel Buck
- 1991: Samantha Eggar als „Guinevere“ in Die Legende von Prinz Eisenherz (Zeichentrickserie)
- 1996: Celeste Holm als „Hattie Greene“ in Ein Wink des Himmels (Fernsehserie)
- 2000: Helle Virkner als „Tante Beate“ in Blinkende Lichter
- 2004: Geraldine McEwan als „Miss Jane Marple“ in Agatha Christie’s Marple (Fernsehserie)
- 2005: Sylvia Syms als „Alice“ in Child of Mine
- 2006: Lindsay Duncan als „Lady Longford“ in Die Moormörderin von Manchester
- 2007: Eileen Atkins als „Madam Fidolia“ in Ballet Shoes
- 2007: Marisa Paredes als „Veronica“ in Ein Song zum Verlieben
- 2008: Miriam Karlin als „Mrs. Rogers“ in Flashbacks of a Fool
- 2008: Phyllida Law als „Mrs. Austen“ in Miss Austen Regrets
- 2008: Maggie Smith als „Betsey Trotwood“ in David Copperfield
- 2009: Kathy Bates als „Marquesa“ in Die Brücke von San Luis Rey
- 2012: Lauren Bacall als „Catherine“ in Farben der Liebe
- 2012: Honor Blackman als „Joan“ in I, Anna
- 2014: Ellen Burstyn als „Barb Weaver“ in Draft Day
- 2014: Rebecca Schull als „Emma“ in Chasing Life (Fernsehserie)
- 2015: Amy Sedaris als „Mimi Kanasis“ in Unbreakable Kimmy Schmidt (Fernsehserie)
- 2016: Selina Cadell als „Mrs. Trudeau“ in Shakespeare für Anfänger
- 2018: Cloris Leachman als „Memaw“ in I Can Only Imagine